# Carl Johan Bernadotte
Carl Johan Arthur Bernadotte, född 31 oktober 1916 på Stockholms slott, död 5 maj 2012 på Ängelholms lasarett (vid tidpunkten folkbokförd i Båstad), var tidigare prins av Sverige och hertig av Dalarna, senare en svensk affärsman och adlad i Luxemburg. Han föddes som yngste son till kronprins Gustaf VI Adolf och kronprinsessan Margareta. Han var farbror till Carl XVI Gustaf.
Fram till 1946 bar han titeln Hans Kunglig Höghet Carl Johan, Sveriges Arvfurste, Hertig av Dalarna. I familjekretsen kallades han för Jonny eller "farbror Putte".

## Biografi

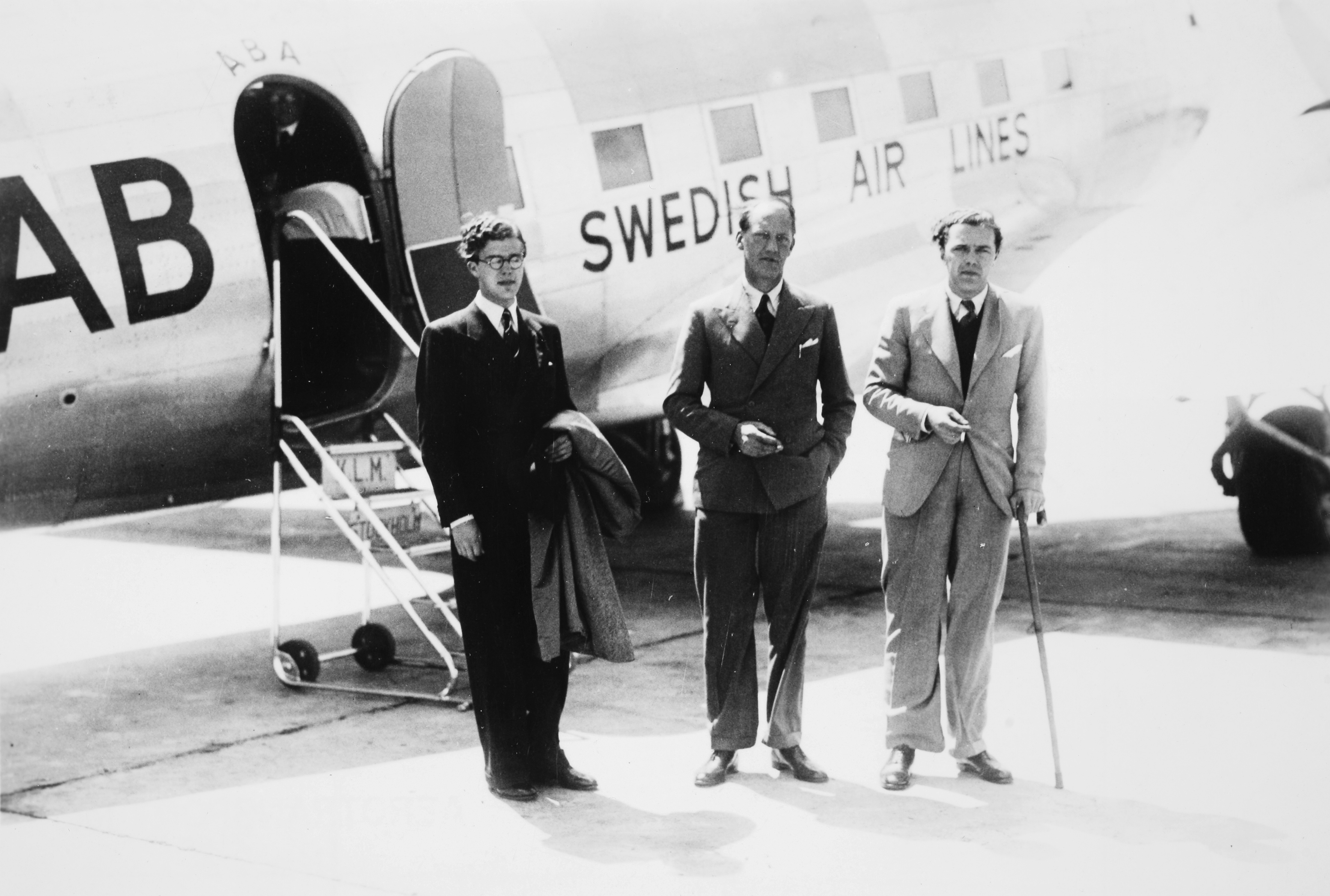
Prins Carl Johan med prins Axel av Danmark och prins Bertil.

### Utbildning
Prins Carl Johan var yngst i en syskonskara om fem. 1935 avlade han studentexamen vid Lundsbergs skola och gjorde därefter utbildning i det militära. Han blev fänrik vid Livregementet till häst (K 1) och vid Dalregementet (I 13) 1937 samt löjtnant där 1939. År 1942 stationerades Carl Johan vid pansartrupperna vilket gav prinsen smeknamnet "pansarprinsen", Vidare övergick prinsen till reserven 1945 samt blev kapten och erhöll avsked 1948.
Parallellt hade han bedrivit studier och följt arbetet vid Utrikesdepartementet med sikte på ett framtida arbete där och han var under en tid honorärattaché i Paris. Diplomaten Sven Grafström, vilken prins Carl Johan hade mycket att göra med under sin tid vid UD, skrev 1944 om denne att han gjorde "intryck av att vara mindre inbunden och äga större och en aning djärvare grepp på tingen och människorna än hans äldre broder. Han verkar, som naturligt är, ännu mycket naiv, men har en spontanitet och en frimodighet, som stämmer till sympati."
Under andra världskriget fick han en förfrågan från den ungerske Stockholmsministern, med sin rådgivare doktor Gellért, om Carl Johan var intresserad av den ungerska kronan, men det hela rann ut i sanden.

### Familj
År 1939 hade dåvarande prins Carl Johan träffat journalisten Kerstin Wijkmark som några år tidigare skilt sig från sin förste make disponenten Axel  Johnson. De förlovade sig den 21 maj 1945 på slottet Sandemar i Dalarötrakten. Då prinsen anhållit om tillstånd att få ingå äktenskap med fru Wijkmark hos kung Gustaf V, meddelade riksmarskalken att kungen "... på det bestämdaste nekat att lämna sitt samtycke därtill".
Överståthållarämbetet försökte förhindra giftermålet genom att återkalla Wijkmarks pass. Hovet fortsatte att utöva påtryckningar på den amerikanska ambassaden, där även Folke Bernadotte blev inblandad, vilket resulterade i att Wijkmark inte fick något visum. Carl Johan Bernadotte reste då själv över till USA, fick kontakt med en person på USA:s utrikesdepartement och kunde, tillsammans med inflytelserika vänner i USA, lösa situationen. Problemen försenade bröllopet med nio månader. De gifte sig den 19 februari 1946 i Riverside Church i New York med kyrkoherde Emerson Fosdick som vigselförrättare. Makarna bodde under många år i London.
Genom giftermålet förlorade Carl Johan Bernadotte sin arvsrätt till tronen och sina titlar. Den 2 juli 1951 blev han adlad och upphöjd till greve af Wisborg av storhertiginnan Charlotte av Luxemburg. Han skrev sig därefter Bernadotte af Wisborg.
Carl Johan och Kerstin Bernadotte adopterade två barn, som bär respektive burit efternamnet Bernadotte, men utan adlig rang:
1. Christian, född 1949 (ej svensk medborgare, bosatt i USA) – adopterad 1950 i Stockholm. Gift med Marianne Jenny från Schweiz. Paret har tre barn, alla födda i USA.[17]
2. Monica, född 1948, veckotidningsjournalist under namnet Monica Bonde – adopterad 1951 från Österrike.[18] Hon var gift 1976-1997 med greve Johan Peder Bonde[19].

Efter Kerstin Bernadottes död 1987 flyttade Carl Johan Bernadotte tillbaka till Sverige. Han gifte om sig den 29 september 1988 i Svenska Gustafskyrkan i Köpenhamn med Gunnila Bussler, född grevinna Wachtmeister af Johannishus 12 maj 1923 i Stockholm och änka efter direktör Carl-Herman Bussler (1918–1981)).

### Karriär
Efter sitt giftermål och sedan han förlorat prinstiteln övergick han till en karriär som affärsman. Som sådan blev Carl Johan Bernadotte vice verkställande direktör vid Anglo-Nordic Traktor 1953, europachef vid Sundstrand International med dotterbolag 1969, styrelseordförande i Sundstrand Deutschland GmbH Hamburg, i Sundstrand International SA Fribourg Schweiz samt styrelseledamot i OSEC Petroleum AG München.
År 1973 lät Bernadotte uppföra Villa Kungsberga på Hallandsåsen ovanför Båstad. Här tillbringade Greta Garbo sex veckor sommaren 1975. Han hade även en våning på Östermalm i Stockholm. Under vinterhalvåret bodde de även i Villa Varghem på Lunds gård, i närheten av Tistad slott utanför Nyköping.

### Död

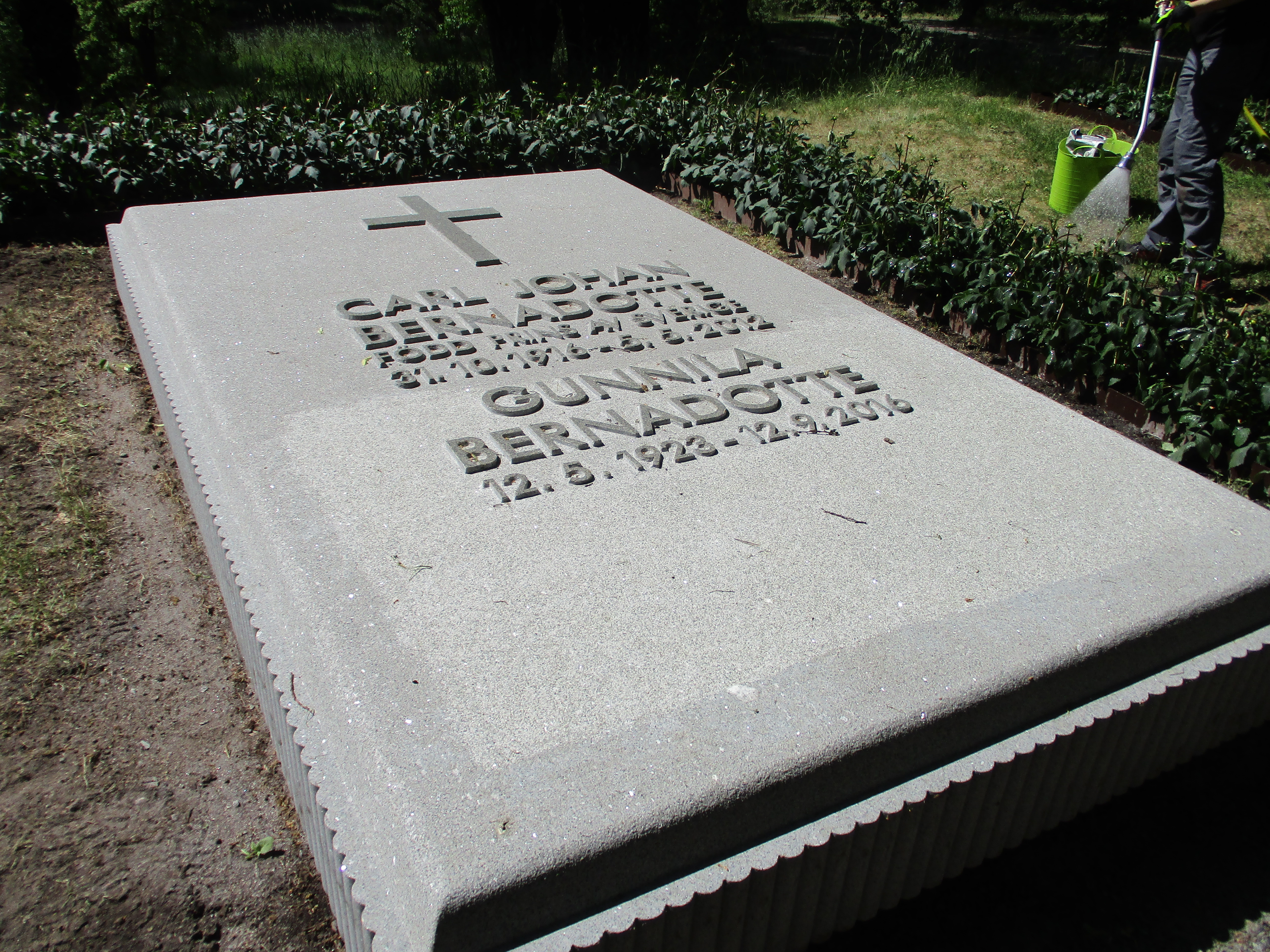
Den gemensamma graven för Carl Johan Bernadotte och hustrun i hans andra äktenskap på udden Karlsborg i Solna.

I samband med Carl Johan Bernadottes frånfälle gjorde kungaparet ett uttalande på hovets hemsida:
| ” | Greve Carl Johan Bernadotte var en kär och älskad familjemedlem som betydde mycket för hela familjen genom sin vänlighet och humor. Vi kommer att minnas Carl Johan som en aktad och älskvärd släkting som vi alltid värderade högt, inte minst genom den kunskap han så generöst delade med sig av om vår familjs historia. | „ |

En begravningsgudstjänst skedde den 14 maj 2012 i Båstad, varefter kistan fördes till Kungliga slottet i Stockholm. En tacksägelsegudstjänst hölls i Slottskyrkan dagen därpå, och Carl Johan Bernadottes stoft gravsattes på eftermiddagen på Kungliga begravningsplatsen efter att ha förts i bilprocession genom norra Stockholm.
Carl Johan Bernadotte var, efter att hans syssling prinsessan Katarina av Grekland dog 2007, det sista levande barnbarnsbarnet till drottning Viktoria av Storbritannien; han blev också den dittills äldsta manliga ättlingen till henne.

## Anfäder
|               |  |  |  |  |  |  |  |                                |  |  |  |  |  |  |  |                                                     |  |  |  |  |  |  |  | 8. Kung Oscar II av Sverige-Norge                                     |
|               |  |  |  |  |  |  |  |                                |  |  |  |  |  |  |  |                                                     |  |  |  |  |  |  |  |                                                                       |
|               |  |  |  |  |  |  |  |                                |  |  |  |  |  |  |  | 4. Kung Gustaf V                                    |  |  |  |  |  |  |  |                                                                       |
|               |  |  |  |  |  |  |  |                                |  |  |  |  |  |  |  |                                                     |  |  |  |  |  |  |  |                                                                       |
|               |  |  |  |  |  |  |  |                                |  |  |  |  |  |  |  |                                                     |  |  |  |  |  |  |  | 9. Sophie av Nassau                                                   |
|               |  |  |  |  |  |  |  |                                |  |  |  |  |  |  |  |                                                     |  |  |  |  |  |  |  |                                                                       |
|               |  |  |  |  |  |  |  | 2. Kung Gustaf VI Adolf        |  |  |  |  |  |  |  |                                                     |  |  |  |  |  |  |  |                                                                       |
|               |  |  |  |  |  |  |  |                                |  |  |  |  |  |  |  |                                                     |  |  |  |  |  |  |  |                                                                       |
|               |  |  |  |  |  |  |  |                                |  |  |  |  |  |  |  |                                                     |  |  |  |  |  |  |  | 10. Storhertig Friedrich I av Baden                                   |
|               |  |  |  |  |  |  |  |                                |  |  |  |  |  |  |  |                                                     |  |  |  |  |  |  |  |                                                                       |
|               |  |  |  |  |  |  |  |                                |  |  |  |  |  |  |  | 5. Victoria av Baden                                |  |  |  |  |  |  |  |                                                                       |
|               |  |  |  |  |  |  |  |                                |  |  |  |  |  |  |  |                                                     |  |  |  |  |  |  |  |                                                                       |
|               |  |  |  |  |  |  |  |                                |  |  |  |  |  |  |  |                                                     |  |  |  |  |  |  |  | 11. Luise av Preussen                                                 |
|               |  |  |  |  |  |  |  |                                |  |  |  |  |  |  |  |                                                     |  |  |  |  |  |  |  |                                                                       |
| 1. Carl Johan |  |  |  |  |  |  |  |                                |  |  |  |  |  |  |  |                                                     |  |  |  |  |  |  |  |                                                                       |
|               |  |  |  |  |  |  |  |                                |  |  |  |  |  |  |  |                                                     |  |  |  |  |  |  |  | 12. Albert av Sachsen-Coburg-Gotha                                    |
|               |  |  |  |  |  |  |  |                                |  |  |  |  |  |  |  |                                                     |  |  |  |  |  |  |  |                                                                       |
|               |  |  |  |  |  |  |  |                                |  |  |  |  |  |  |  | 6. Prins Arthur, hertig av Connaught och Strathearn |  |  |  |  |  |  |  |                                                                       |
|               |  |  |  |  |  |  |  |                                |  |  |  |  |  |  |  |                                                     |  |  |  |  |  |  |  |                                                                       |
|               |  |  |  |  |  |  |  |                                |  |  |  |  |  |  |  |                                                     |  |  |  |  |  |  |  | 13. Drottning Victoria av Storbritannien-Irland, kejsarinna av Indien |
|               |  |  |  |  |  |  |  |                                |  |  |  |  |  |  |  |                                                     |  |  |  |  |  |  |  |                                                                       |
|               |  |  |  |  |  |  |  | 3. Margareta av Storbritannien |  |  |  |  |  |  |  |                                                     |  |  |  |  |  |  |  |                                                                       |
|               |  |  |  |  |  |  |  |                                |  |  |  |  |  |  |  |                                                     |  |  |  |  |  |  |  |                                                                       |
|               |  |  |  |  |  |  |  |                                |  |  |  |  |  |  |  |                                                     |  |  |  |  |  |  |  | 14. Prins Friedrich Karl av Preussen                                  |
|               |  |  |  |  |  |  |  |                                |  |  |  |  |  |  |  |                                                     |  |  |  |  |  |  |  |                                                                       |
|               |  |  |  |  |  |  |  |                                |  |  |  |  |  |  |  | 7. Prinsessan Luise Margarete av Preussen           |  |  |  |  |  |  |  |                                                                       |
|               |  |  |  |  |  |  |  |                                |  |  |  |  |  |  |  |                                                     |  |  |  |  |  |  |  |                                                                       |
|               |  |  |  |  |  |  |  |                                |  |  |  |  |  |  |  |                                                     |  |  |  |  |  |  |  | 15. Prinsessan Maria Anna av Anhalt-Dessau                            |
|               |  |  |  |  |  |  |  |                                |  |  |  |  |  |  |  |                                                     |  |  |  |  |  |  |  |                                                                       |

## Ordnar och utmärkelser
- Riddare och Kommendör av Kungl. Maj:ts orden (riddare av Serafimerorden 1916-46)
- Konung Gustaf V:s jubileumsminnestecken med anledning av 70-årsdagen
- Konung Gustaf VI Adolfs minnesmedalj med anledning av 85-årsdagen
- Konung Carl XVI Gustafs jubileumsminnestecken med anledning av 50-årsdagen
- Kommendör med stora korset av Svärdsorden (1916-1946)
- Kommendör med stora korset av Nordstjärneorden (1916-1946, värdigheten återställd 10 april 1952)
- Riddare av Carl XIII:s orden (från födseln 1916, avförd år 1946)
- Riddare av Elefantorden
- Storofficer av Guatemalas Quetzalorden
- Storkors av Hertigliga Sachsen-Ernestinska husorden